# Казахстанско-мадагаскарские отношения
Казахстанско-мадагаскарские отношения — двусторонние дипломатические отношения между Казахстаном и Мадагаскаром.

## История
Двусторонние отношения между Республикой Казахстан и Республикой Мадагаскар были установлены 10 апреля 1992 года путём обмена нотами.
В 2012 году было отмечено 20-летие казахстанско-мадагаскарских отношений.
12—13 ноября 2012 года прошёл первый официальный визит министра иностранных дел Мадагаскара Пьеро Раджаонаривело в Астану. 12 ноября состоялась встреча министра иностранных дел Казахстана Ерлана Идрисова с Пьеро Раджаонаривело. В ходе встречи главы внешнеполитических ведомств обсудили перспективные направления двустороннего сотрудничества между Казахстаном и Мадагаскаром, а также сотрудничества в рамках международных организаций. Ерлан Идрисов ознакомил своего зарубежного коллегу с кандидатурой Астаны на право проведения Международной специализированной выставки «ЭКСПО-2017». Также были проведены встречи с министром экономического развития и торговли Ерболатом Досаевым, министром сельского хозяйства Асылжаном Мамытбековым с целью обсуждения нынешнего состояния и перспектив дальнейшего развития казахстанско-мадагаскарского сотрудничества в двустороннем и многостороннем форматах. В ходе переговоров стороны договорились об обмене информацией между внешнеполитическими ведомствами двух стран. По итогам встречи был подписан Меморандум о взаимопонимании между Республикой Казахстан и Республикой Мадагаскар.
2 апреля 2021 года в рамках участия в Совещании министров иностранных дел СНГ заместитель премьер-министра и министр иностранных дел Казахстана Мухтар Тлеуберди провёл встречу с 52 главами дипломатических представительств иностранных государств, аккредитованных в Казахстане по совместительству, с резиденцией в Москве. Среди них было мадагаскарское представительство, во главе которого стоит министр иностранных дел Элуа Альфонс Максим Дуву.